# Bruno Rahn
Bruno Rahn (Berlino, 24 novembre 1887 – Berlino, 15 settembre 1927) è stato un regista, attore e produttore cinematografico tedesco.

## Biografia
Bruno Rahn, pseudonimo di Alfons Berthier, inizia come attore a Klaipėda e poi a Berlino a partire dal 1917.
Dal 1918 al 1922 fu assunto come attore al Teatro Meininger. A Meiningen fondò la "Bruno Rahn Film GmbH Meiningen" che produsse molti film con la partecipazione degli attori del teatro Meininger. Nel 1922 tornò a Berlino e lavorò principalmente come regista e produttore. La maggior parte dei suoi film sono andati persi. 
Il suo film più importante, uno dei grandi successi commerciali del 1927, fu Tragedia della strada o Tragedia di prostitute o Tragedia di una prostituta (Dirnentragödie, 1927), un'opera importante della cosiddetta Nuova Oggettività. In essa, Asta Nielsen interpreta il ruolo principale: Auguste, una prostituta ormai non più giovanissima, sperando di rifarsi una vita, accoglie nel suo appartamento Felix, un giovane studente spiantato (Werner Pittschau), che a causa dei non buoni rapporti con i genitori, aveva abbandonato la sua famiglia. Nell'appartamento di Auguste vivevano anche il suo vecchio protettore, Anton (Oskar Homolka), e la giovane prostituta, Clarissa (Hilde Jennings). Felix si innamora di Clarissa e Auguste per vendicarsi incarica Anton di uccidere la ragazza in cambio del regalo del negozio che nel frattempo lei aveva comprato. Auguste, si pente però di aver dato questo triste incarico e cerca di fermare Anton prima che sia troppo tardi; ma ormai Anton aveva ucciso Clarissa. Felix addolorato e pentito torna a casa con i genitori e Auguste oppressa dai rimorsi si uccide.
In quegli anni sono  molti i film che narrano storie  prese dalla strada, di prostitute vittime, di protettori violenti, di bravi ragazzi tentati dal sesso e di cattivi puniti severamente. L'inquietudine e lo smarrimento, la paura e la speranza sono gli elementi che sembrano costituire il clima che precede il nazismo in Germania.
Rahn muore poco dopo la prima del suo ultimo film Kleinstadtsünder, anch'esso interpretato da Asta Nielsen.

## Filmografia
- Das verlorene Paradies (1917) - interpreti: Mady Christians
- Kain (1918)
- Kain II. Im Goldrausch (1918)
- Der Mann ohne Gnade (1920) - interpreti: Käthe Haack, Frydel Fredy, Hans Berghan, Bruno Rahn
- Frauen, die den Weg verloren (1926) - interpreti: Ressel Orla, Frida Richard, Oscar Marion
- Hölle der Liebe - Erlebnisse aus einem Tanzpalast (1926) - interpreti: William Dieterle, Vivian Gibson
- Gern hab' ich die Frauen geküßt (1926) - interpreti: Alphons Fryland, Elisabeth Pinajeff, Evi Eva, Wilhelm Diegelmann, Hermann Picha
- Tragedia di prostitute (Dirnentragödie, 1927) - interpreti: Asta Nielsen, Werner Pittschau, Hermann Picha
- Ehekonflikte (1927, con il suo vero nome Alfons Berthier) - interpreti: Werner Pittschau,  Victor Colani
- Kleinstadtsünder (1927) - interpreti: Asta Nielsen, Maria Paudler, Hermann Picha